# Janeiro Negro
Janeiro Negro (em azeri: Qara Yanvar), também referido como Sábado Negro ou Massacre de Janeiro foi uma ação do exército soviético para parar a violência entre arménios e azeris em Baku, na República Socialista Soviética do Azerbaijão ocorrida a 19–20 de Janeiro de 1990.
A violência étnica que se registrou antes da Guerra de Nagorno-Karabakh aumentou consideravelmente, obrigando a maioria da população azeri residente na Armênia a retornar para seu país, ao mesmo tempo que os arménios residentes no Azerbeijão realizaram o movimento contrário  O conflito chegou a um ponto sem volta o governo central de Moscou teve que intervir tomando o controle total da região em Janeiro de 1989, uma medida que foi recebida com agrado por muitos arménios. No Verão desse ano, os líderes da Frente Popular do Azerbaijão e os seus apoiantes conseguiram que a RSS do Azerbaijão iniciasse um bloqueio aéreo e ferroviário da Armênia, o que estrangulou a economia do país, uma vez que 85% da carga e dos bens que chegavam ao país vinham por via férrea, além de isolar Naquichevão totalmente do resto da União Soviética. A interrupção do serviço ferroviário à Arménia foi motivado em parte pelos ataques de militantes deste país contra trabalhadores azeris que entravam no seu território, tendo estes começado a recusar-se a cumprir estes serviços.
Em Janeiro de 1990 ocorreu um pogrom contra arménios em Baku, o que forçou o governo de Gorbachev a declarar o estado de emergência e a enviar as tropas do Ministério do Interior (Ministerstvo Vnutrennikh Del conhecido por MVD) para restabelecer a ordem. Foi estabelecido o toque de recolher (coisa nunca vista na URSS desde a Segunda Guerra Mundial) e ocorriam frequentemente combates violentos entre as forças soviéticas e membros da Frente Popular do Azerbaijão, estes incidentes deixaram como saldo mais de 120 azeris e 8 soldados do MVD mortos em Baku. Contudo, durante este período o Partido Comunista do Azerbaijão tinha caído, sendo a ordem de envio das tropas do MVD mais para manter o partido no poder do que para proteger a população armênia do país. Estes eventos, conhecidos como "Janeiro Negro" delinearam a relação futura entre o Azerbaijão e a Rússia.